# За Грузию
За Грузию (груз. საქართველოსთვის, Сакартвелоствис) — грузинская центристская политическая партия, основанная бывшим премьер-министром Грузии Георгием Гахария. Презентация партии состоялась 29 мая 2021 года.

## История

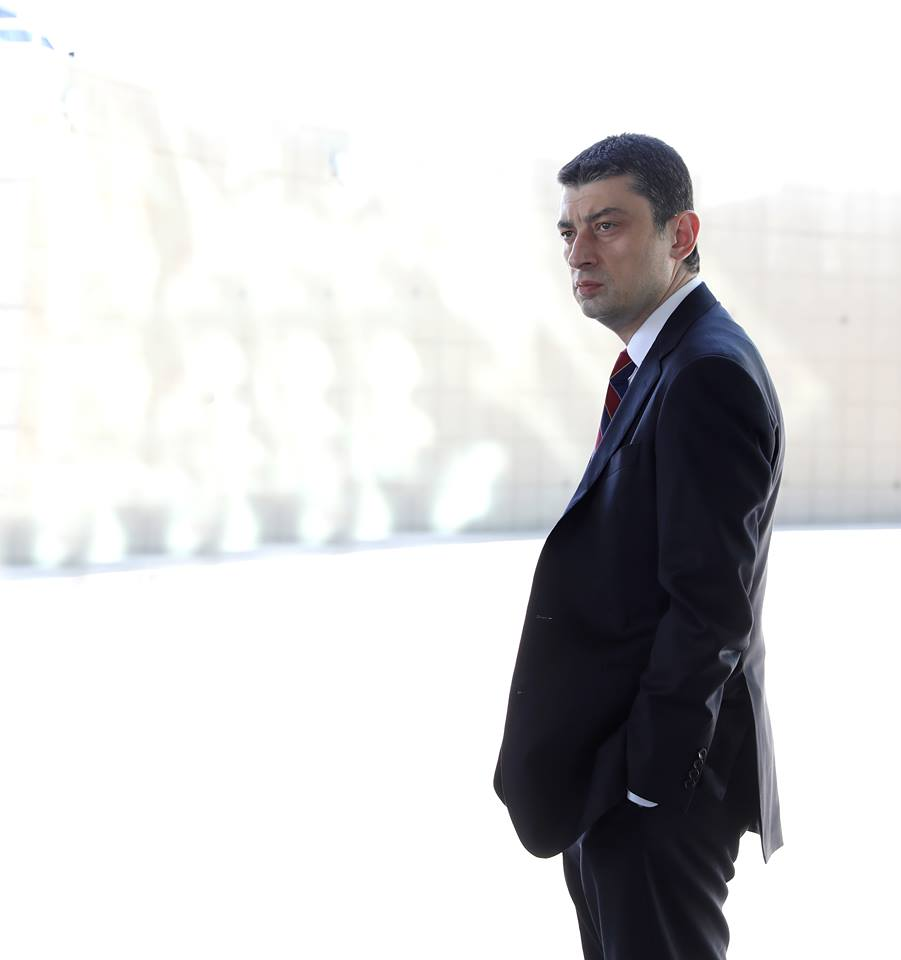
Георгий Гахария, основатель партии

18 февраля 2021 года Георгий Гахария подал в отставку с поста премьер-министра. По его словам, было неоправданно арестовывать голову «Единого национального движения» Нику Мелия в условиях, когда существует угроза политической эскалации. По словам Георгия Гахария, причиной его отставки также стало то, что он не смог договориться с командой партии «Грузинская мечта».
22 марта Гахария объявил, что остаётся в политике и работает над установлением политической повестки дня.
14 апреля депутаты Георгий Ходжеванишвили, Бека Лилуашвили, Ана Бучукури, Александр Моцерелия, Шалва Кереселидзе и Михаил Даушвили покинули партию «Грузинская мечта» и парламентское большинство. По словам депутатов, они создают новую партию вместе с Георгием Гахария.
28 мая к партии Георгия Гахария присоединились глава Администрации Президента Грузии Георгий Абашишвили и бывший посол Грузии в НАТО Леван Долидзе.
9 июля бывший мэр Зугдиди Георгий Шенгелия, который ушел в отставку с поста двумя месяцами ранее, присоединился к партии «За Грузию».

## Политическая программа
Партия «За Грузию» стремится разработать прагматичную экономическую политику, основанную на принципах свободного рынка; создать систему социальной защиты, которая будет предоставлять основные социальные услуги для наиболее уязвимых слоев населения; укрепить верховенство права; реформировать систему образования для создания капитала конкурентоспособного человека; сократить бюрократию; принять активные меры против коррупции и влияния групп интересов на государственные учреждения и дальнейшую интеграцию Грузии в Европейский Союз и НАТО. Поддерживает децентрализацию.